# Raymond Victoria
Raymond Victoria (Utrecht, 10 oktober 1972) is een voormalig Nederlands profvoetballer die het grootste gedeelte van zijn carrière bij De Graafschap en Willem II speelde.

## Carrière
Victoria werd in 1985 door Feyenoord bij VVIJ weggehaald, hij speelde in 1989 één wedstrijd voor de Stadionclub. In 1991 vertrok het talent naar het Duitse Bayern München, waar hij twee seizoenen bleef, maar nooit een wedstrijd in de hoofdmacht speelde. Hij keerde hierop terug naar Nederland, waar hij bij De Graafschap ging spelen. In vijf jaar, waarvan vier in de Eredivisie, speelde hij ruim 140 wedstrijden voor 'de Superboeren'. In 1998 vertrok hij naar Willem II, waar hij tot het seizoen 2005/2006 speelde.
Op 17 juli 2006 kreeg hij een afscheid tijdens de oefenwedstrijd tegen Ipswich Town. Supporters scandeerden zijn naam en vroegen middels een spandoek om nóg een laatste rondje. Hij liep altijd na de wedstrijd een rondje om de supporters te bedanken. Hij deed dit dus voor de laatste keer in Tilburg, om dit daarna te doen op Cyprus. Hij heeft gespeeld bij AEK Larnaca, waar ook Donny de Groot (ex-FC Utrecht) en oud-ploeggenoot bij Willem II, Jatto Ceesay, speelden. Na een seizoen keerde hij terug naar zijn vaderland en tekende hij een contract bij ADO Den Haag. In 2008 maakte Victoria bekend dat hij definitief stopte. Na zijn actieve loopbaan werd hij jeugdtrainer bij zijn oude club Willem II. Eerst bij de gecombineerde Regionale Jeugd Opleiding Willem II/RKC daarna bij de Willem II Voetbalacademie.